# Can Seixanta
Can Seixanta és el nom popular de la casa-fàbrica Tarruella, un conjunt d'edificis situats al carrer de la Riereta, 18-20-22 del barri del Raval de Barcelona, catalogat com a bé amb elements d'interès (categoria C) arran de la Modificació del Pla Especial de Protecció del Patrimoni Arquitectònic Històric-Artístic al Districte de Ciutat Vella, per a incorporar el Patrimoni Industrial del Raval (2018).

## Història i descripció
El 1829, Magí Tarruella figurava al Padró de fabricants amb una fàbrica de teixits al carrer dels Còdols, 26 (antic), equipada amb 30 telers manuals, i el 1832, va demanar permís per a edificar part del terreny que tenia al carrer de la Riereta (actual núm. 22). El 1839, diversos veïns del carrer de Sant Pacià protestaren perquè estava construint molt a prop de llurs cases (actual núm. 18), amb la qual cosa els trauria llum i ventilació. Per aquest motiu, demanaren a l'Ajuntament que ho impedís, però la sol·licitud fou denegada.
El 1843, Tarruella va demanar permís per a obrir una porta a la façana, segons el projecte del mestre d'obres Narcís Nuet, i el 1844 va demanar permís per a instal·lar-hi una màquina de vapor de 14 CV, segons el projecte del mateix autor. El 1846, el fabricant va demanar permís per a disposar de la facultat de canviar la seva màquina de vapor per una altra més potent fins a 40 CV, de conformitat amb el ban del 10 d'abril. Els plànols que acompanyaven la sol·licitud, signats pel mateix Nuet, mostren una tipologia de casa-fàbrica amb un front de parcel·la de 38 m, dels quals el cos de casa de tres plantes de l’esquerra només ocupava uns 20 m, mentre que la resta consistia en uns espais interiors en planta baixa. Les «quadres», de crugia simple de 6 m d'amplada, s'estenien a banda i banda d’un gran pati, on estaven situades les calderes i la màquina de vapor.
Ofegat pels creditors, va fer fallida entre el 1847 i el 1848, però la seva família va llogar l’espai industrial a altres fabricants. Així, el 1849, Francesc Tarruella, apoderat del seu pare Magí, va llogar per cinc anys el núm. 22 al fabricant de teixits Josep Morrull i Pi. Segons la Guía general de Barcelona del mateix any, hi havia la fàbrica de Pere Tarrés i Pujol (que segons les «Estadístiques» del 1850 hi tenia una màquina de vapor de 8 CV, 20 màquines de preparació, 1.440 fusos de mule-jennies i 34 operaris), i segons El Consultor del 1857, les filatures de Pere Jubé i Josep Lladó i Recolons al núm. 22; les de Manuel Molines i Manuel Monsó al núm. 18. i el safareig de Teresa Rafart al núm. 20.

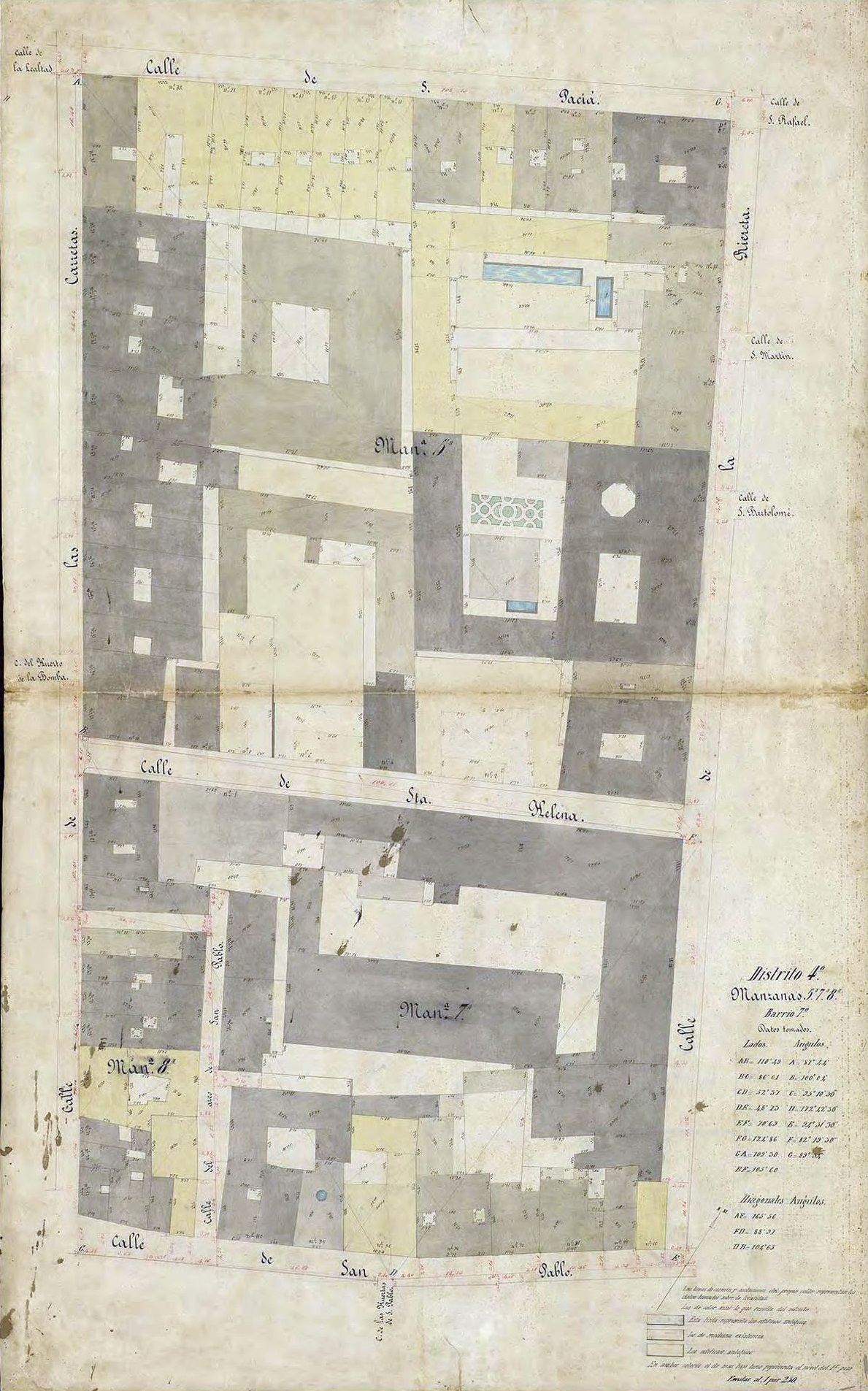
Quarteró núm. 106 de Garriga i Roca (c. 1860)

El 1859, diversos veïns de la mateixa illa de cases, representats per Pere Pich, van instar un procediment administratiu contra el calderer Jaume Peró i Call (†1866), gendre de Magí Tarruella i nou propietari de la fàbrica, amb relació a les calderes de vapor instal·lades al pati, per la qual cosa l'arquitecte municipal Miquel Garriga i Roca va realitzar-ne un aixecament on figuraven les distàncies entre les diferents instal·lacions i els immobles veïns. El 1863, Peró figurava com a titular d'una fàbrica de filats i teixits al núm. 22, compartint les instal·lacions amb la de filats i teixits del ja esmentat Lladó i Recolons, i les filatures d'Antoni Pi, Sòria, Nicolàs i Cia, i Josep Vallès; mentre que al núm. 18 hi havia la de Mallofré i Navarra. El 1864, va demanar permís per a aixecar un pis en una de les naus que mirava al pati, segons el projecte del mestre d’obres Pere Puig. El 1878, la seva vídua Teresa Tarruella va demanar permís per a reconstruir una de les naus, destruïda per un incendi, segons el projecte del mestre d'obres Pere Plantada. Poc després, va demanar novament permís per a legalitzar tres generadors de vapor que hi havia instal·lats, i també per a instal·lar-hi un altre de reserva, segons els plànols de l'enginyer Camil Català. Posteriorment, la propietat va passar en herència al seu fill Jaume Peró i Tarruella.
El 1925, Marcel·lí Solé va demanar permís per a reformar i remuntar l'edifici del núm. 20 i una part del 22.
El PERI del Raval, aprovat el 1985, afectava parcialment el conjunt per a la creació d'una zona verda a l'interior de l'illa, l'anomenat «Jardí de les Fàbriques», que no es va dur a terme per les dificultats en la gestió urbanística. Actualment, la finca és de propietat municipal i està a l'espera d'una remodelació.